# Kanasz
Kanasz (ros. Кана́ш; do 1920 Szychrany) – miasto w Rosji (Czuwaszja).
Prawa miejskie od 1925. Liczba mieszkańców w (2005) roku wynosiła ok. 49 600.

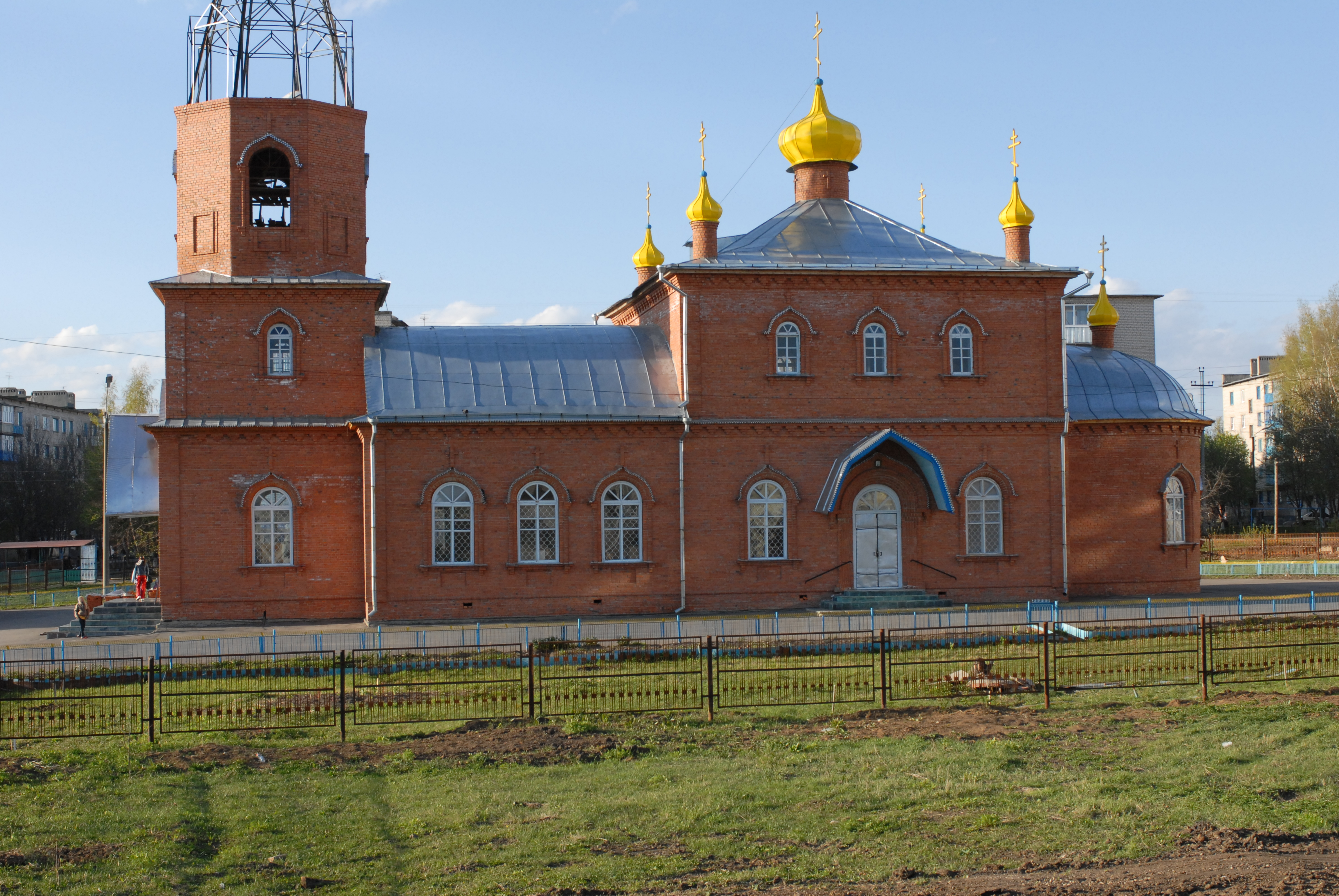
Cerkiew Ikony Matki Bożej „Wszystkich Strapionych Radość”